# 李延声
李延声（1943年—），原名李延生，汉族，中华人民共和国中国画画家、政治人物，国家画院艺术委员会副主任，一级美术师，中国共产党党员，第十一届全国政协委员。
2008年，当选第十一届全国政协委员，代表文化艺术界，分入第二十六组。